# Donald Beer
Donald Anton Eilers "Don" Beer (ur. 31 maja 1935 w Nowym Jorku, zm. 25 stycznia 1997 w Princeton) – amerykański wioślarz, mistrz olimpijski.
Wystąpił na igrzyskach olimpijskich w Melbourne w 1956, gdzie Amerykanie w składzie: Thomas Charlton, David Wight, John Cooke, Donald Beer, Caldwell Eselstyn, Charles Grimes, Rusty Wailes, Robert Morey i William Beklean (sternik) zdobyli złoty medal w ósemkach. W wyścigu finałowym o 1,9 sekundy wyprzedzili Kanadyjczyków i o 4 sekundy pokonali Australijczyków. Był to jego jedyny start olimpijski.
Kształcił się na Uniwersytecie Yale i Harvard Business School . 